# Suiza en los Juegos Olímpicos de Sankt Moritz 1948
Suiza estuvo representada en los Juegos Olímpicos de Sankt Moritz 1948 por un total de 70 deportistas que compitieron en 9 deportes.  
El portador de la bandera en la ceremonia de apertura fue el deportista de bobsleigh Felix Endrich.

## Medallistas
El equipo olímpico suizo obtuvo las siguientes medallas:
| Nombre                         | Deporte            | Competición  |
| ------------------------------ | ------------------ | ------------ |
| Oro                            |                    |              |
| Felix Endrich Friedrich Waller | Bobsleigh          | Doble M      |
| Edy Reinalter                  | Esquí alpino       | Eslalon M    |
| Hedy Schlunegger               | Esquí alpino       | Descenso F   |
| Plata                          |                    |              |
| Fritz Feierabend Paul Eberhard | Bobsleigh          | Doble M      |
| Karl Molitor                   | Esquí alpino       | Combinada M  |
| Antoinette Meyer               | Esquí alpino       | Eslalon F    |
| Hans Gerschwiler               | Patinaje artístico | Individual M |
| Bronce                         |                    |              |
| Karl Molitor                   | Esquí alpino       | Descenso M   |
| Rolf Olinger                   | Esquí alpino       | Descenso M   |
| Equipo                         | Hockey sobre hielo | Torneo M     |